# Súper V-2
La Súper V-2 (también conocido como Proyecto 4212) fue un proyecto francés tras la Segunda Guerra Mundial y en el periodo entre 1946 y 1948 para desarrollar el misil V2 alemán.
Fue finalmente cancelado, pero llevó a desarrollar el cohete Véronique durante los años 1950, que sería la base para el Diamant de los años 1960 y finalmente llevaría a crear la familia de cohetes Ariane.
El 12 de junio de 1945, solo unas semanas tras el fin de la guerra, el ministerio de guerra francés creó el CEPA (Centro para el Estudio de Misiles Guiados, en francés), cuyo objetivo era desarrollar la cohetería que Alemania había desarrollado durante la guerra, y en particular la V2. Entre mayo y septiembre de 1946, el gobierno francés reclutó un grupo de 30 ingenieros alemanes con este propósito, que fueron enviados a Vernon, donde se creó el Laboratorio para Investigación Balística y Aerodinámica (LRBA, por sus siglas en francés).
Se creó un programa en dos fases: primero, se construyeron las instalaciones de base y de prueba para la producción del V2 en Francia, y segundo, se desarrollaría y produciría la versión mejorada del V2.
La primera fase del proyecto se puso en marcha durante 1946. Para las pruebas con los motores se eligió una zona cerca de Gramat, en las montañas Alzou. Para los lanzamientos de prueba se eligió un sitio de Argelia, cerca de Béchar.
A principios de 1947 todavía no había finalizado la primera parte del programa, presentándose problemas de infraestructura y logística, revelándose que no estaría finalizada hasta al menos principios de 1952, cuando la tecnología de las V2 ya estaría obsoleta. Se decidió entonces comenzar con dos proyectos en paralelo: el equipo alemán del LRBA seguiría con el desarrollo de la V2 mejorada, en lo que sería el proyecto 4211, y otro equipo, exclusivamente francés, comenzaría un el proyecto 4212.
En el desarrollo del súper V2 se conservaría la aerodinámica del V2 y se utilizaría un motor más potente. A partir de esos cambios básicos se iría mejorando, utilizando propelentes almacenables y una estructura mejorada. Se concibieron cuatro pasos en este desarrollo:
1. un misil propulsado por ácido nítrico y queroseno alimentados a la cámara de combustión por un generador de gas y capaz de llevar una ojiva de 1000 kg a 1500 km de distancia.
2. un misil propulsado por oxígeno líquido y queroseno alimentados a la cámara de combustión por una turbobomba y capaz de llevar una ojiva de 1000 kg a 1400 km de distancia.
3. un misil propulsado por ácido nítrico y queroseno alimentados a la cámara de combustión por una turbobomba y capaz de llevar una ojiva de 500 kg a 1800 km de distancia.
4. un misil propulsado por ácido nítrico y queroseno alimentados a la cámara de combustión por una turbobomba, con dos cohetes aceleradores de combustible sólido y capaz de planear para un mayor alcance. Habría podido llevar una ojiva de 1000 kg a 3600 km de distancia.

Con todo, el gobierno perdió interés en el proyecto, retirando los fondos asignados y siendo cancelado en 1948. El equipo se concentró en el desarrollo del Veronique, aprovechando el conocimiento y la experiencia en el corto tiempo de vida del proyecto 4212.

## Especificaciones
- Empuje en despegue: 392 kN
- Masa total: 20.000 kg
- Diámetro: 1,65 m
- Longitud total: 14,5 m
- Envergadura: 3,6 m
- Ojiva: 1000 kg
- Alcance máximo: 1800 km